# Джадсон Веллівер
Джадсон Черчілль Веллівер (англ. Judson Churchill Welliver) — «літературний клерк» — перший президентський спічрайтер. Писав промови для Воррена Г. Гардінга та Калвіна Куліджа у період 1921—1925.

## Біографія
Народився 13 серпня 1870 року в  Елідоу, штату Іллінойс.
Одружився з Джейн Дуглас Гатчінс 3 липня 1899 року. У них народилося 4 дітей: Едвард М., Аллан Дж., Сара Х. и Джейн Дуглас. Джадсон Веллівер працював у Fort Dodge Messenger, Sioux City Journal і Des Moines Leader, перш ніж стати редактором Sioux City Tribune (до 1904 року). Цього ж року він долучається до Washington Times, де став відомим завдяки своїй підтримці прогресистів. Він писав також для McClure's Magazine та Hampton's.
1907 року за наказом Рузвельта Веллівер відправився до Європи писати доповідь про водні та залізничні системи Європи та Великої Британії (опубліковано 1908 року).
До 1909 року Веллівер заробив репутацію «одного з найздібніших журналістів країни».
Він також керував лондонській кореспонденцією і європейськими новинами для New York Sun з 1917 по 1918 рік.
Веллівер займався рекламою Гардінга під час його президентської кампанії 1920 року і почав працювати «літературним клерком» під час його президентства (з 4 березня 1921 року). Більшість найкращих робіт Веллівера як спічрайтера було зроблено саме на службі Гардінга. Коли Кулідж став президентом, він знайшов Веллівера на роботі і продовжував працевлаштовувати його, без сумніву, вважаючи його дуже зручним чоловіком. Джадсон Веллівер придумав для Кельвіна Куліджа, крилаті фрази такі як: «Одна людина плюс закон — вже більшість» або «Якщо ви нічого не скажете, вас не попросять повторити це» — і таким чином зробив з повільного мовчазної юриста із занадто звичайною зовнішністю, який до того ж боявся журналістів, філософа-інтелектуала, батька нації. Також Джадсон Веллівер є автором відомого виразу «батьки-засновники».
Веллівер залишив свою посаду упорядника промов в Білому Домі, отримавши посаду в Американському нафтовому інституті з більш високою зарплатою. Після того, як він пішов з роботи в American Petroleum, Веллівер став редактором Washington Herald. Він також був помічником президента Pullman Company.
Веллівер помер від раку 14 квітня 1943 року у Філадельфії у віці 72 років.

## Спільнота Джадсона Веллівера
Зараз існує спільнота названа в його честь — «Спільнота Джадсона Веллівера» — двопартійний соціальний клуб колишніх президентських спічрайтерів. Групові збори зазвичай проводяться після основних президентських промов, таких як «Держава Союзу». Серед активних учасників були Вільям Сефайр (письменник Ніксона, який часто проводив зустрічі), Джек Валенті, який був ветераном адміністрації Джонсона, Пет Б'юкенен (Ніксон і Рейган), Девід Герген (Ніксон, Форд, Рейган і Клінтон), Тоні Сноу (спічрайтер Джорджа Буша-старшого і прес-секретар Джорджа Буша), Майкл Уолдман (Клінтон), Джордж Стефанопулос (Клінтон), Джеймс Феллоус (Картер), Кріс Метьюз (Картер), Хендрік Херцберг (Картер), Ентоні Р. Долан (Рейган), Майкл Герсон (Джордж Буш) і Кларк Кліффорд, які написали мови для Гаррі Трумена. Іншими відомими людьми були письменники Роберт Хартманн, який працював на Джеральда Форда, Джеймс Кіо, який працював на Ніксона, і Теодор Соренсен і Артур М. Шлезинджер-молодший, які працювали на Кеннеді.

## Відомі промови Джатсона Веллівера
Цитати з промови Воррена Г. Гардінга, написаної Джадсоном Веллівером: Про світову торгівлю: «Сполучені Штати повинні прийняти захисний тариф такого характеру, який допоможе бідним галузям Європи встати на ноги».
Про спадщину війни 1914—1918 років: «Ось головна складність сьогоднішнього світу. У турбулентності та потрясіннях світової війни, коли все людство було відволікане і засмучене, вандали, які діють в умовах лиха, прагнули переслідувати страждаючу цивілізацію».
«Шукали крик страждаючої цивілізації».
Про обов'язки преси: «В усіх є добро. Підсилюй — не стукай».
Про Японію: «Ми мало знаємо про Японію».
Про мислення: «Звичайне мислення допоможе більше. І звичайний спосіб життя матиме ефект палиці чарівника, як це не парадоксально, як виглядає це твердження. Світ справді потребує нормалізації, і ліберальні дози розумової науки дуже допоможуть».
Звернення до Бостонського клубу внутрішнього ринку 14 травня 1920 року: «Сучасна потреба Америки — не героїка, а зцілення; не ноструми, а нормальність; не революція, а відновлення; не агітація, а пристосування; не хірургія, а безтурботність; не драматизм, а безпристрасність; не експеримент, а рівновага; не занурення на міжнародному рівні, але підтримка в переможній національності».
Частина звернення на Загальній грантовій вечері: "Пане Тамаде, у тій ретроспекції, яка робить натхнення, виростає переконання, що … прогрес, написаний за півстоліття … досягнення, здається більше схожим на диво національної долі, ніж на історію політичної партії і її завдання в державному плані. Але правда залишається незрівнянною та незаперечною. Ми не тільки зробили націю, грубо оброблену та керовану в народі, дивом розвитку серед великих держав; ми сприяли піднесенню … і підняли рівень життя; ми стали не лише лідерами у галузі фінансів та промисловості; ми не тільки стали рівними в освіті та суперниками в мистецтві, але ми є натхненням і прикладом інших республік, і мали б бути, могли б, впливаючи на ідеалізацію земного уряду … Це виправдовує нашу гордість минулим, пояснює загальнонаціональне звернення до партії для відновлення країни та дає усі запевнення у славетних тріумфах у майбутньому ".